# Shugo Oshinari
Shûgo Oshinari (忍成 修吾, Oshinari Shūgo) (Chiba, 5 de Março de 1981) é um ator japonês, conhecido pelos papéis em Battle Royale II: Requiem (2003) e Tudo Sobre Lily Chou-Chou (2001).

## Filmografia
- - Kamen Rider Wizard in Magic Land (2013)
  - Heaven's Story (2010)
  - Don't Laugh at My Romance (2008)
  - Aozora no Roulette (2007)
  - Life (2007)
  - Akihabara@Deep (2006)
  - TAKI 183 (2006)
  - Love Com (2006)
  - Shiawase Nara Te wo Tatako (2006)
  - Animus Anima (2005)
  - Birthday Wedding (2005)
  - Fu Rai (2005)
  - School Daze (2005)
  - Kimi no Himitsu, Boku no Kokoro (2005)
  - Te wo Nigiru Dorobou no Hanashi (2004)
  - Inuneko (2004)
  - Space Police (2004)
  - Gachapon (2004)
  - 17 Sai (2003)
  - Kao Dorobo (2003)
  - Battle Royale II - Requiem (2003)
  - Aoi Haru / Blue Spring (2001)
  - Tomie Re-birth (2001)
  - Tudo Sobre Lily Chou-Chou (2001)

## TV
- - Around 30 Chan (TV Tokyo, 2014)
  - San Oku En Jiken (TV Asahi, 2014)
  - Kakusho (TBS, 2013, ep3)
  - Kazoku Game (Fuji TV, 2013, ep2-3,6-7,9-10)
  - Sodom no Ringo (WOWOW, 2013)
  - Urelo Mi Taiken Shojo ‎ (TV Tokyo, 2012)
  - TOKYO Airport (Fuji TV, 2012)
  - Kagi no Kakatta Heya (Fuji TV, 2012, ep3)
  - Bitter Sugar (NHK, 2011)
  - Brutus no Shinzo (Fuji TV, 2011)
  - LADY~Saigo no Hanzai Profile~ (TBS, 2011, ep6)
  - JOKER Yurusarezaru Sosakan (Fuji TV, 2010, ep7-8)
  - Dohyo Girl! (MBS, 2010)
  - Angel Bank (TV Asahi, 2010, ep2)
  - LIAR GAME 2 (Fuji TV, 2009)
  - Chichi yo, Anata wa Erakatta (TBS, 2009)
  - Orthros no Inu (TBS, 2009)
  - Ninkyo Helper (Fuji TV, 2009, ep3)
  - Smile (TBS, 2009, ep8-10)
  - Average 2 (Fuji TV, 2008)
  - Maou (TBS, 2008)
  - Honto ni Atta Kowai Hanashi Rojo no Omoi (Fuji TV, 2008)
  - Hachi-One Diver (Fuji TV, 2008, ep8)
  - CHANGE (Fuji TV, 2008, ep5)
  - Torishimarare Yaku Shinnyu Shain (TBS, 2008)
  - Average (Fuji TV, 2008)
  - Keiji no Genba (NHK, 2008)
  - Yukan Club (NTV, 2007, ep3)
  - Shigeshoshi (TV Tokyo, 2007)
  - Yamada Taro Monogatari (TBS, 2007)
  - Hanayome to Papa (Fuji TV, 2007)
  - Tsubasa no Oreta Tenshitachi 2 (Fuji TV, 2007)
  - CA to Oyobi (NTV, 2006)
  - Jirocho Seoi Fuji (NHK, 2006)
  - Busu no Hitomi ni Koishiteru (Fuji TV, 2006)
  - Yaoh (TBS, 2006)
  - Hana Yori Dango (TBS, 2005, ep6-7)
  - Shiawase ni Naritai! (TBS, 2005)
  - Koinu no Waltz (NTV, 2004)
  - Yankee Bokou ni Kaeru (TBS, 2003)
  - Sora Kara Furu Ichioku no Hoshi (Fuji TV, 2002) - 1st ep cameo
  - Taiyou no Kisetsu (TBS, 2002)
  - Sayonara, Ozu Sensei (Fuji TV, 2001)